# Omphalucha indeflexa
Omphalucha indeflexa là một loài bướm đêm trong họ Geometridae.